# Allahverdi Bagirov
Allahverdi Teymur oğlu Bağırov (Agdam, 22 de abril de 1946 - Aranzamin, 12 de junio de 1992) fue un militar y futbolista azerí, miembro del Frente Popular de Azerbaiyán y combatiente en la primera guerra del Alto Karabaj. Antes del conflicto fue futbolista y entrenador en el Qarabağ F. K., el club de su ciudad natal. En 1993 fue condecorado a título póstumo como Héroe Nacional de Azerbaiyán.

## Biografía
Allahverdi fue el menor de ocho hijos en una familia azerí de Agdam, en aquella época parte de la República Socialista Soviética de Azerbaiyán. Después de completar la educación secundaria, comenzó a jugar al fútbol en el Mehsul F. K., el equipo de su ciudad. Desde 1966 hasta 1983 estuvo trabajando como profesor de educación física en una escuela deportiva infantil, y en 1976 regresó al fútbol para convertirse en el entrenador del Shafag F. K., conocido desde 1987 como Qarabağ F. K.
Con el estallido de la primera guerra del Alto Karabaj en 1988, se alistó voluntariamente en el ejército de Azerbaiyán para combatir a las tropas armenias que trataban de hacerse con la región. Una de sus acciones más importantes fue el rescate de ciudadanos azerís en la masacre de Jóyali en febrero de 1992, además de ocuparse del traslado y posterior entierro de las víctimas mortales. Su hermano menor, Eldar Bagirov, se convirtió también un destacado político azerí en la región.
Bagirov falleció el 12 de junio de 1992, a los 46 años, después de que su vehículo pasara por encima de una mina antitanque en las inmediaciones de Aranzamin, en el raión de Jóyali, mientras preparaba un plan conjunto para la defensa de Shusha. Aunque estaba previsto que fuese enterrado en el Callejón de los Mártires de Bakú, la familia expresó su deseo de que los restos de Allahverdi descansaran junto a los de su hermano en el cementerio de Agdam. Cuando los armenios capturaron la ciudad en julio de 1993, el cementerio azerí fue destruido.
En febrero de 1993, el presidente de Azerbaiyán, Abulfaz Elchibey, le condecoró a título póstumo como Héroe Nacional de Azerbaiyán. En 1998 el nuevo dirigente del país, Heydar Alíyev, le impuso también la Estrella de Oro al valor.